# 움베르토 오르시니

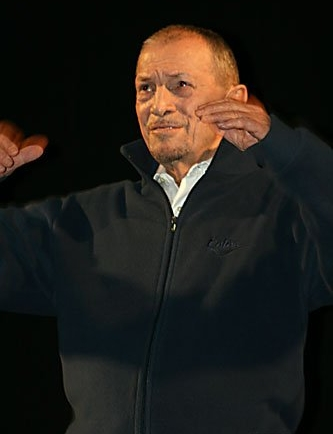

움베르토 오르시니(Umberto Orsini, 1934년 4월 2일 ~ )는 이탈리아의 연극 배우, 영화배우, 텔레비전 배우이다.
노바라에서 태어났다.

## 영화
- 사도 바울 (2000년)
- 선과 악을 넘어서 (1977년)
- 엠마뉴엘 3 - 굿바이 엠마뉴엘 (1977년)
- 카사노바 (1976년)
- 엠마뉴엘 2 (1975년)
- 벵상 프란시스 그리고 폴 (1974년)
- 암흑가의 대결 (1973년)
- 세자르와 로잘리 (1972년)
- 루드비히 신들의 황혼 (1972년)
- 로마 베네 (1971년)
- 지옥에 떨어진 용감한 자들 (1969년)
- 지브롤터에서 온 선원 (1967년)
- 매드매젤 (1966년)
- 거짓과 진실 (1962년)
- 에이리언 지구 위기 (1961년)
- 러브 인 로마 (1960년)